# Höstfibblor
Höstfibblor (Scorzoneroides) är ett släkte av korgblommiga växter. Höstfibblor ingår i familjen korgblommiga växter.
Kladogram enligt Catalogue of Life:
| Höstfibblor | \| \| Scorzoneroides atlantica \| \| \| \| \| \| Scorzoneroides autumnalis \| \| \| \| \| \| Scorzoneroides cantabrica \| \| \| \| \| \| Scorzoneroides carpetana \| \| \| \| \| \| Scorzoneroides cichoriacea \| \| \| \| \| \| Scorzoneroides crocea \| \| \| \| \| \| Scorzoneroides duboisii \| \| \| \| \| \| Scorzoneroides garnironii \| \| \| \| \| \| Scorzoneroides helvetica \| \| \| \| \| \| Scorzoneroides hispidula \| \| \| \| \| \| Scorzoneroides keretina \| \| \| \| \| \| Scorzoneroides kralikii \| \| \| \| \| \| Scorzoneroides laciniata \| \| \| \| \| \| Scorzoneroides microcephala \| \| \| \| \| \| Scorzoneroides montana \| \| \| \| \| \| Scorzoneroides montaniformis \| \| \| \| \| \| Scorzoneroides muelleri \| \| \| \| \| \| Scorzoneroides nevadensis \| \| \| \| \| \| Scorzoneroides oraria \| \| \| \| \| \| Scorzoneroides palisiae \| \| \| \| \| \| Scorzoneroides pseudotaraxaci \| \| \| \| \| \| Scorzoneroides pyrenaica \| \| \| \| \| \| Scorzoneroides rilaensis \| \| \| \| \| \| Scorzoneroides salzmannii \| \| \| \| \| \| Scorzoneroides simplex \| \| \| \| |
|             | \| \| Scorzoneroides atlantica \| \| \| \| \| \| Scorzoneroides autumnalis \| \| \| \| \| \| Scorzoneroides cantabrica \| \| \| \| \| \| Scorzoneroides carpetana \| \| \| \| \| \| Scorzoneroides cichoriacea \| \| \| \| \| \| Scorzoneroides crocea \| \| \| \| \| \| Scorzoneroides duboisii \| \| \| \| \| \| Scorzoneroides garnironii \| \| \| \| \| \| Scorzoneroides helvetica \| \| \| \| \| \| Scorzoneroides hispidula \| \| \| \| \| \| Scorzoneroides keretina \| \| \| \| \| \| Scorzoneroides kralikii \| \| \| \| \| \| Scorzoneroides laciniata \| \| \| \| \| \| Scorzoneroides microcephala \| \| \| \| \| \| Scorzoneroides montana \| \| \| \| \| \| Scorzoneroides montaniformis \| \| \| \| \| \| Scorzoneroides muelleri \| \| \| \| \| \| Scorzoneroides nevadensis \| \| \| \| \| \| Scorzoneroides oraria \| \| \| \| \| \| Scorzoneroides palisiae \| \| \| \| \| \| Scorzoneroides pseudotaraxaci \| \| \| \| \| \| Scorzoneroides pyrenaica \| \| \| \| \| \| Scorzoneroides rilaensis \| \| \| \| \| \| Scorzoneroides salzmannii \| \| \| \| \| \| Scorzoneroides simplex \| \| \| \| |
|             | Scorzoneroides atlantica |
|             | |
|             | Scorzoneroides autumnalis |
|             | |
|             | Scorzoneroides cantabrica |
|             | |
|             | Scorzoneroides carpetana |
|             | |
|             | Scorzoneroides cichoriacea |
|             | |
|             | Scorzoneroides crocea |
|             | |
|             | Scorzoneroides duboisii |
|             | |
|             | Scorzoneroides garnironii |
|             | |
|             | Scorzoneroides helvetica |
|             | |
|             | Scorzoneroides hispidula |
|             | |
|             | Scorzoneroides keretina |
|             | |
|             | Scorzoneroides kralikii |
|             | |
|             | Scorzoneroides laciniata |
|             | |
|             | Scorzoneroides microcephala |
|             | |
|             | Scorzoneroides montana |
|             | |
|             | Scorzoneroides montaniformis |
|             | |
|             | Scorzoneroides muelleri |
|             | |
|             | Scorzoneroides nevadensis |
|             | |
|             | Scorzoneroides oraria |
|             | |
|             | Scorzoneroides palisiae |
|             | |
|             | Scorzoneroides pseudotaraxaci |
|             | |
|             | Scorzoneroides pyrenaica |
|             | |
|             | Scorzoneroides rilaensis |
|             | |
|             | Scorzoneroides salzmannii |
|             | |
|             | Scorzoneroides simplex |
|             | |

## Bildgalleri

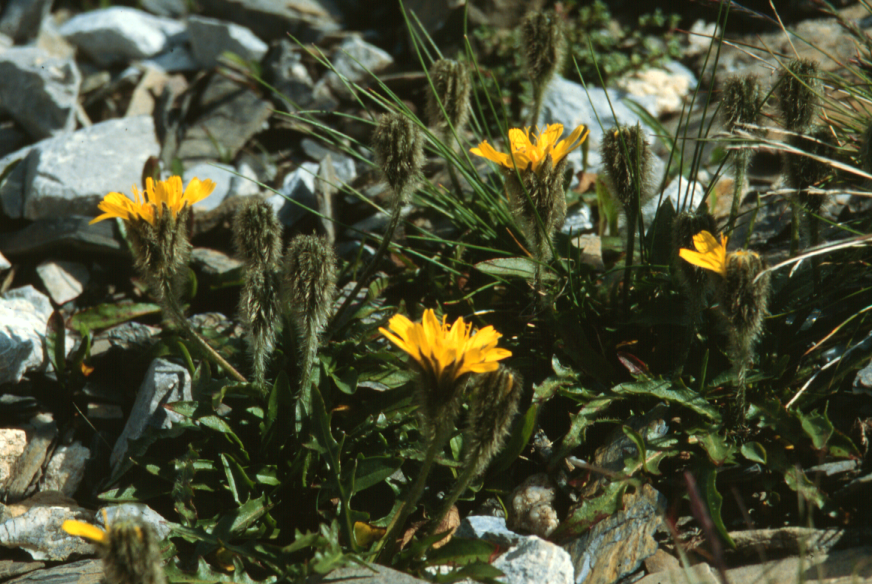
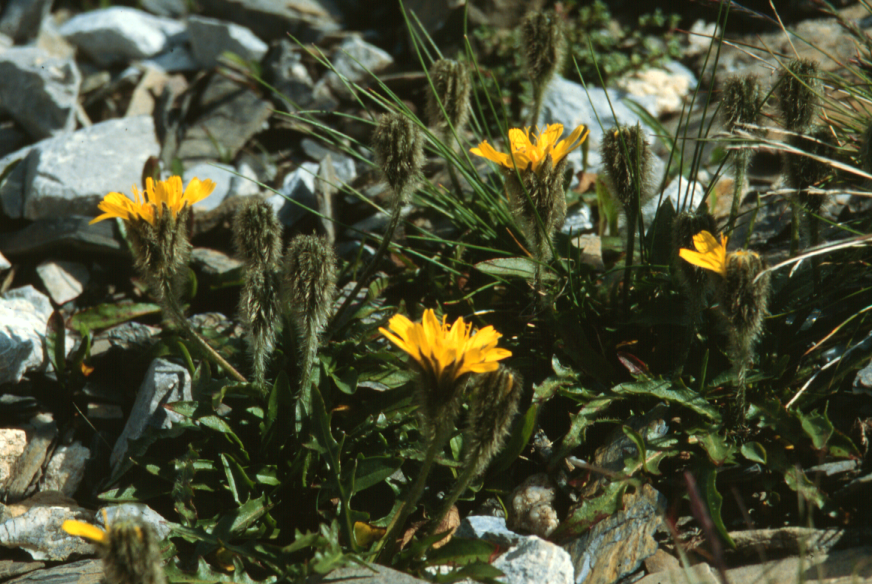
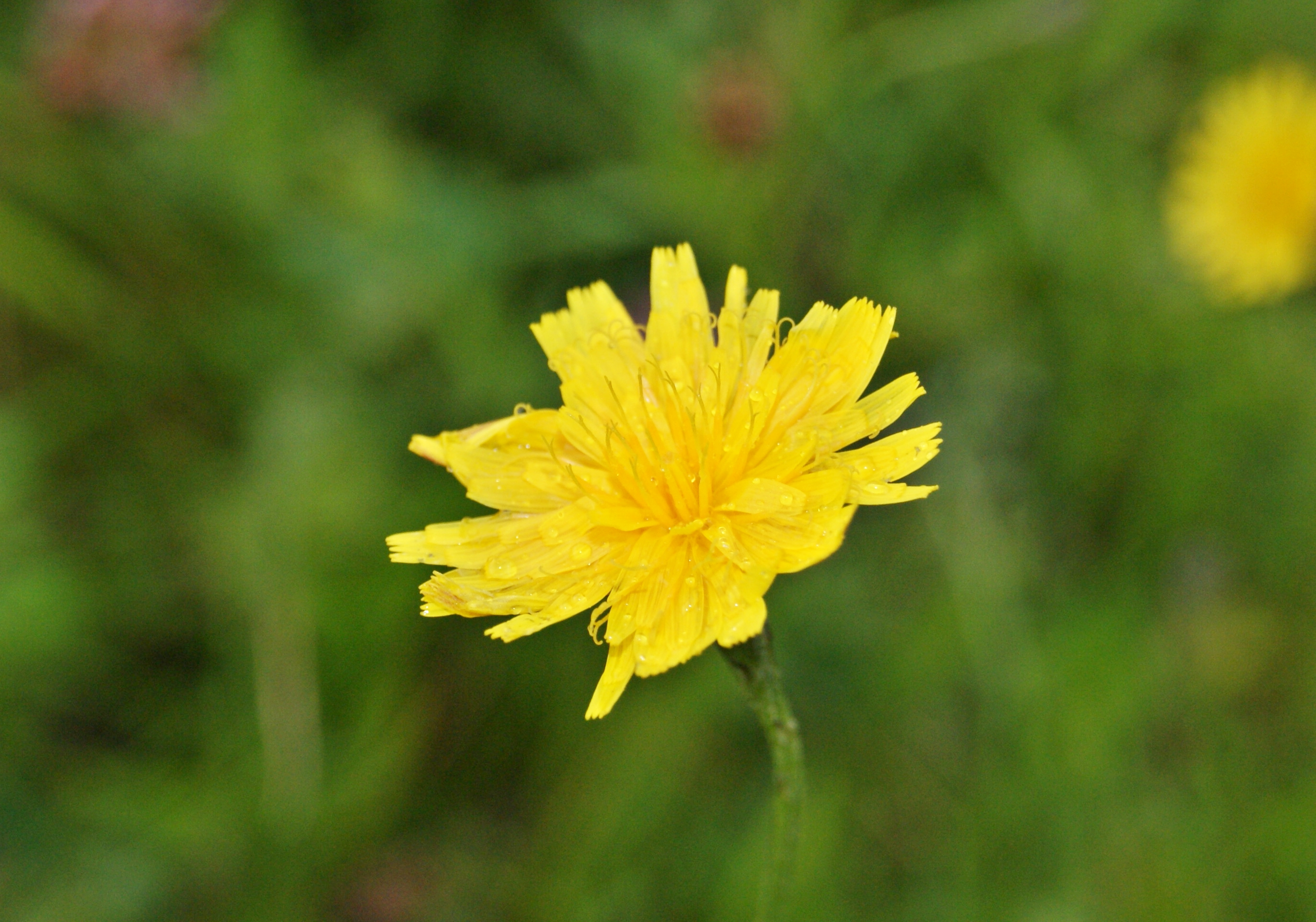
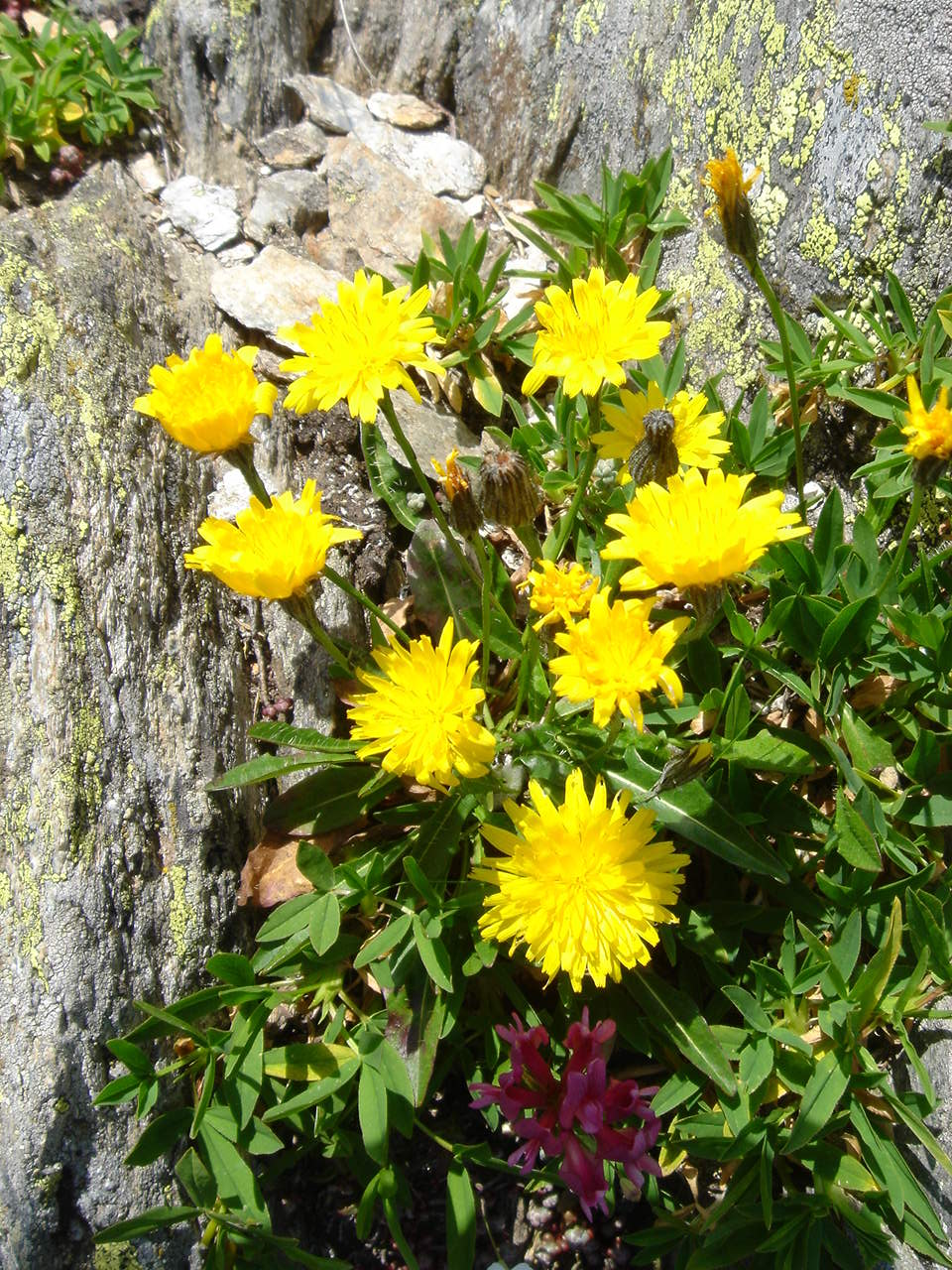
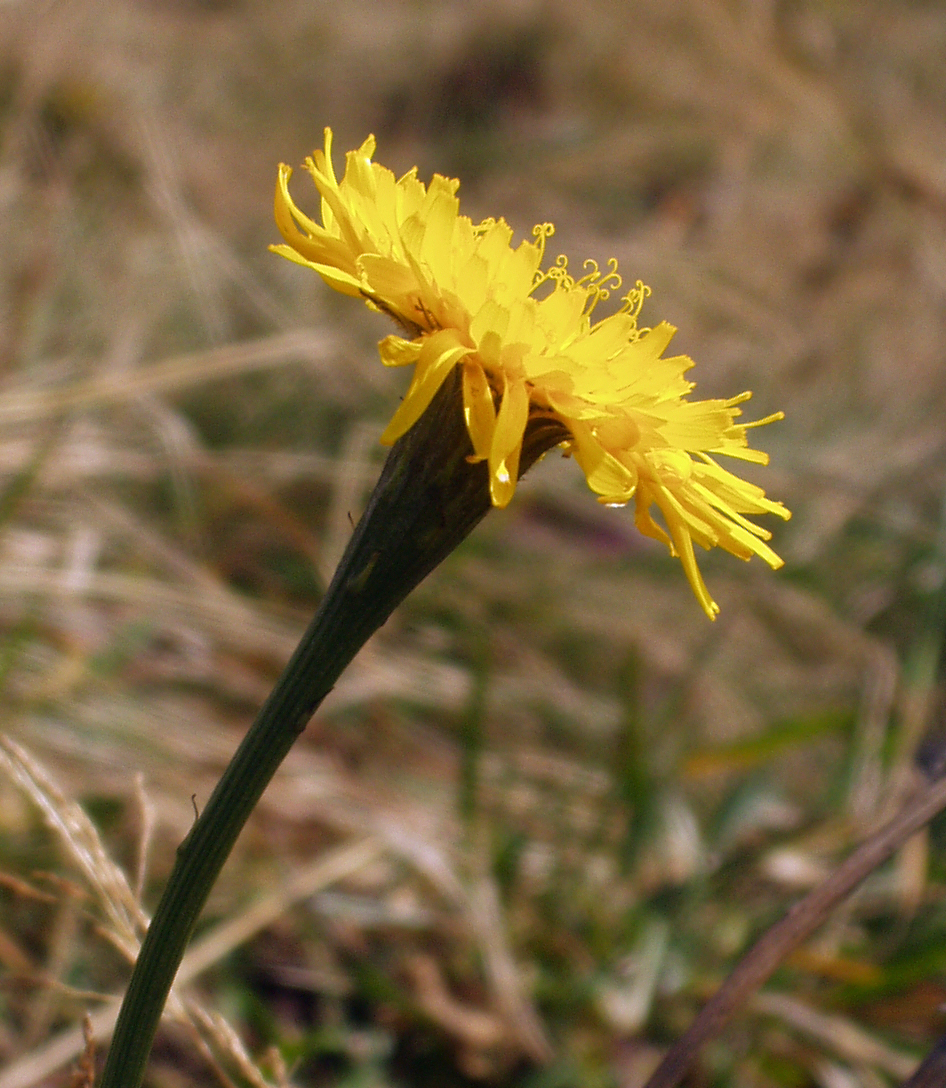